# Fraktur (Schrift)

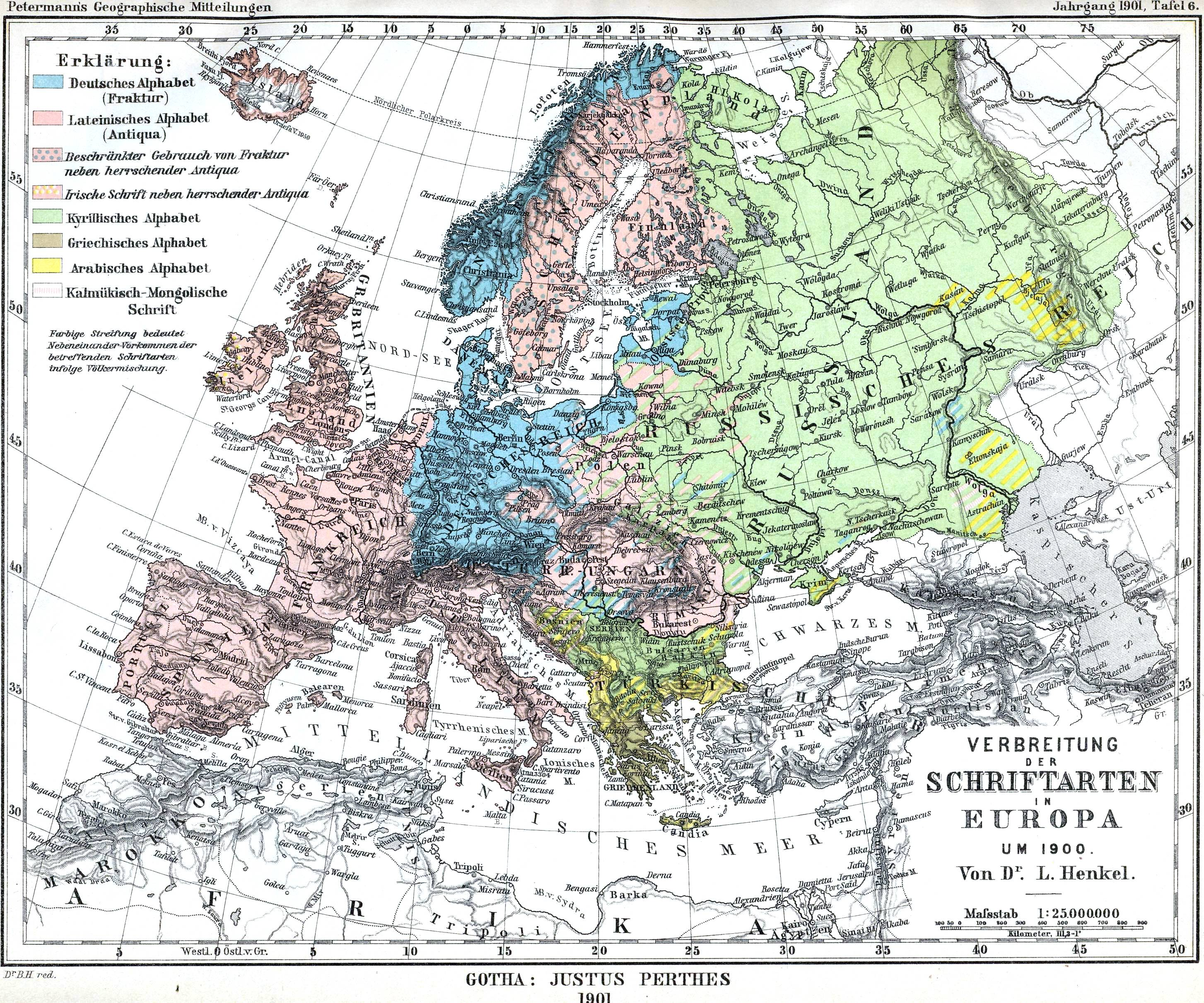
Historische Darstellung der Verbreitung der Schriftarten in Europa aus Petermanns Mitteilungen (1901). Die Darstellung stellt die Verhältnisse jedoch unrealistisch dar: In Dänemark und Norwegen wurde zu dieser Zeit bereits überwiegend Antiqua verwendet und in Deutschland – wie bereits aus der Beschriftung der Karte erkennbar – nicht ausschließlich in Fraktur gedruckt.

Die Fraktur (von lateinisch fractura „Bruch“, seit Mitte des 15. Jahrhunderts auch „gebrochene Schrift“) ist eine Schriftart aus der Gruppe der gebrochenen Schriften. Sie war von Mitte des 16. bis Anfang des 20. Jahrhunderts die meistbenutzte Druckschrift im deutschsprachigen Raum, dazu – in Konkurrenz zur Antiqua – auch in den nordeuropäischen Ländern.
In der Umgangssprache wird der Sammelbegriff Frakturschrift oft synonym für gebrochene Druckschriften verwendet, also zum Beispiel auch für Textura und Schwabacher, die sich aber durch das Fehlen der für die Fraktur charakteristischen Elefantenrüssel klar abgrenzen lassen. Analog dazu ist die Bezeichnung Bruchschrift sowohl für die Fraktur als auch allgemein für gebrochene Schriften in Gebrauch.

## Entstehung
Die Frakturtype bildete sich am Anfang des 16. Jahrhunderts als Weiterführung der Textura heraus. Ihre Entstehung ist eng mit Kaiser Maximilian I. verbunden. Wer genau die Fraktur geschaffen hat, ist aber bis heute nicht eindeutig geklärt, da die Formen der Type auch in handschriftlichen Urkunden aus dem Umfeld der Wiener Universität und in Nürnberg nachweisbar sind. In Frage kommt unter anderem Vinzenz Rockner, ein Sekretär von Maximilian I., der den Druck des Gebetbuches (siehe folgenden Absatz) überwachte und die handschriftlichen Vorlagen für die Drucklettern lieferte. Unklar bleibt, ob er diese Vorlage auch selbst entworfen hat. Der zweite mögliche Urheber ist der Mönch und Schreiber Leonhard Wagner, der bereits am Ende des 15. Jahrhunderts eine entsprechende Schriftart entwickelte, die aber in der Bibliothek seines Klosters verblieb, so dass unklar ist, wie bekannt diese Handschrift war.
Die erste Frakturschrift für den Buchdruck wurde bereits 1513 von Hans Schönsperger in Augsburg entworfen und (unter anderen) im von Albrecht Dürer illustrierten Gebetbuch verwendet. Als zweite wichtige Anwendung der Fraktur im Druck gilt der 1517 in Nürnberg gedruckte Theuerdank. Ihre ästhetische Vollendung erfuhr sie durch Schriftschneider im 18. Jahrhundert wie G. I. Breitkopf und J. F. Unger.
Nach Rudolf Kautzsch besteht ein wichtiger Charakter der Frakturschrift in der „geheimen Gegensätzlichkeit zwischen der Gotik ihrer Gemeinen und der Renaissance ihrer Versalien“.

## Entwicklung
Die Fraktur hat sich, ähnlich wie die Antiqua, im Laufe der Zeit unter dem Einfluss des Zeitgeistes angepasst und verändert. Es lassen sich folgende wichtige Formen der Fraktur unterscheiden:
- Renaissance-Fraktur: Theuerdank-Fraktur
- Barock-Fraktur: Breitkopf-Fraktur
- Klassizistische Fraktur: Unger-Fraktur, Walbaum-Fraktur
- Frakturvarianten, hybride Schriften, die mehr oder weniger deutlich Merkmale anderer Schriftgattungen aufweisen und den Übergang zu den Gebrochenen Grotesken einleiten

## Schriftbeispiele für die Fraktur

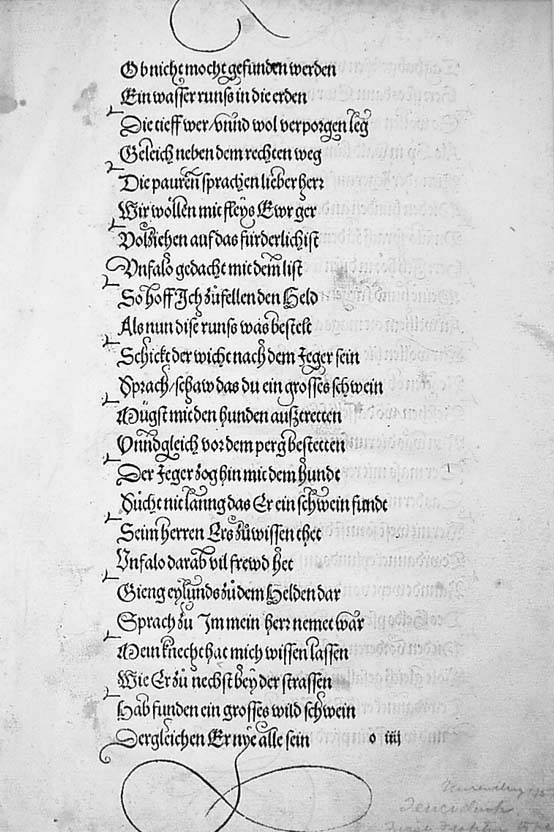
Theuerdank von 1517
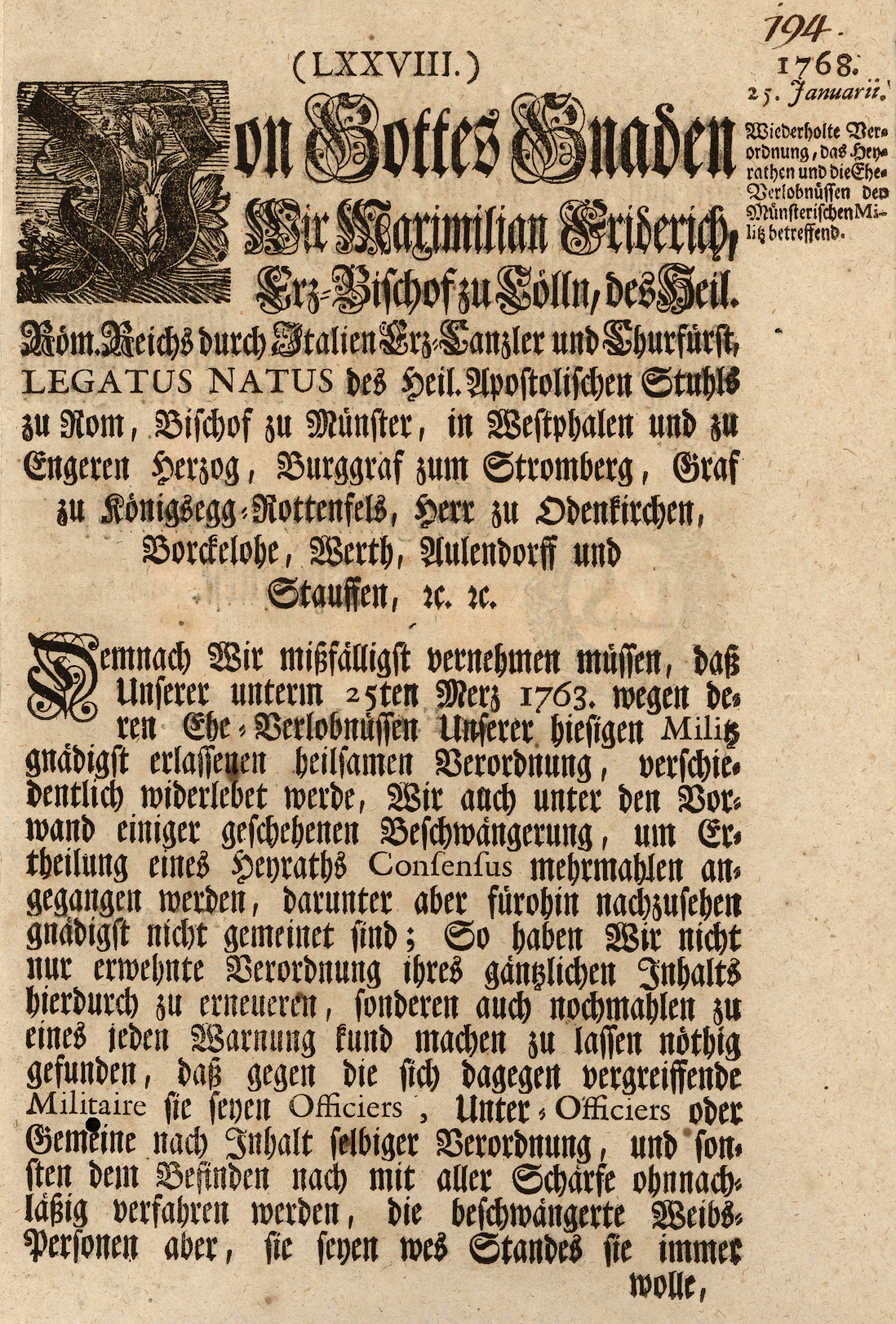
Urkunde von 1768. Lateinische und französische Wörter in Antiqua gesetzt
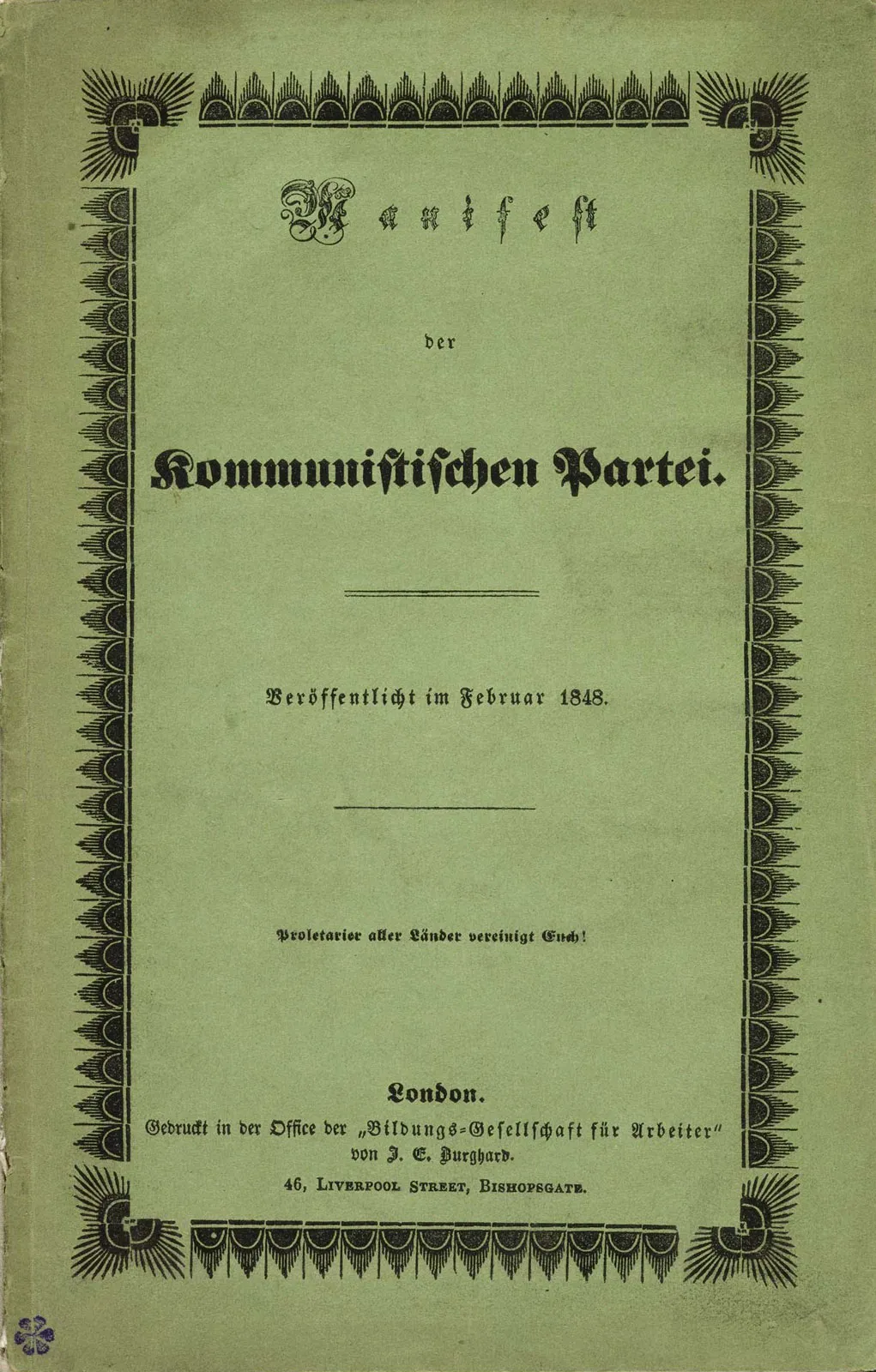
Kommunistisches Manifest, London 1848
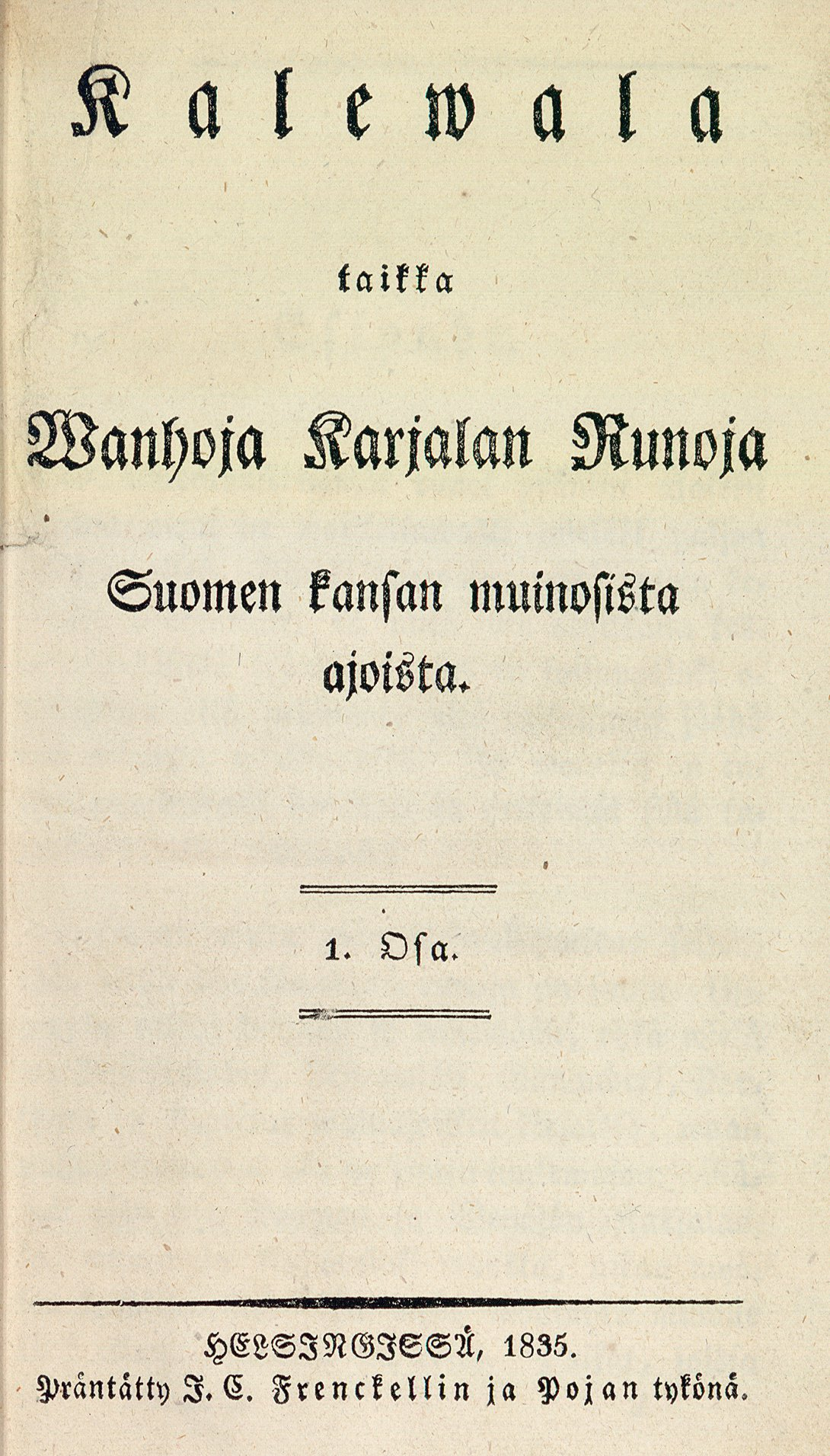
Titelseite der Erstausgabe des finnischen Nationalepos Kalevala (1835)
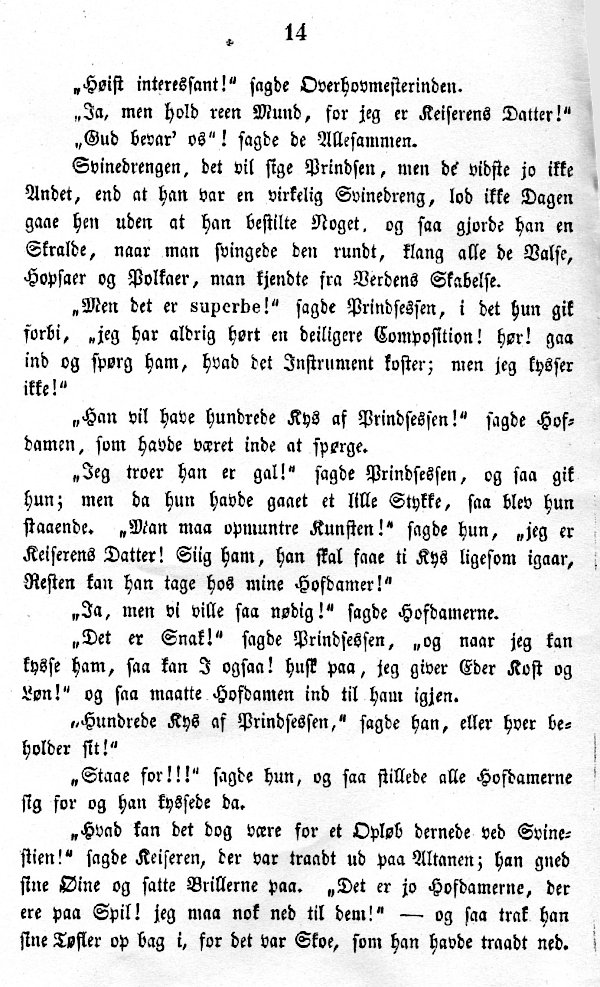
Dänische Ausgabe eines Märchens von Hans Christian Andersen, 1885

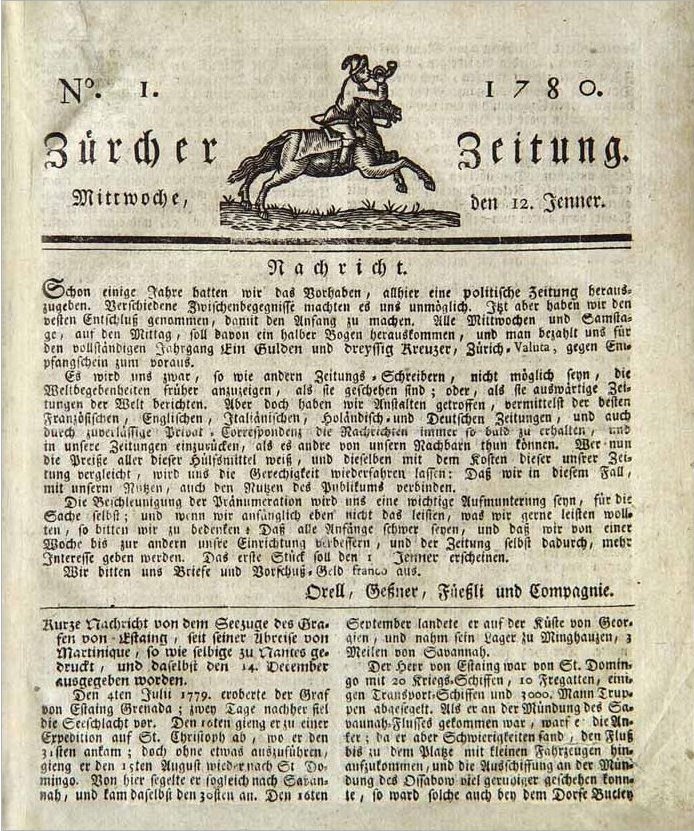
Erstausgabe Neue Zürcher Zeitung, Schweiz 1780
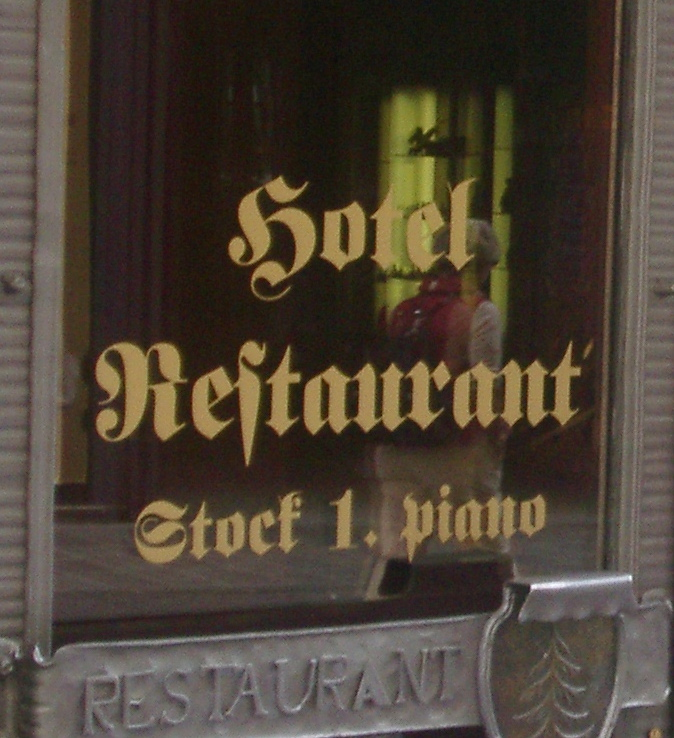
Bozen (Sommer 2003)
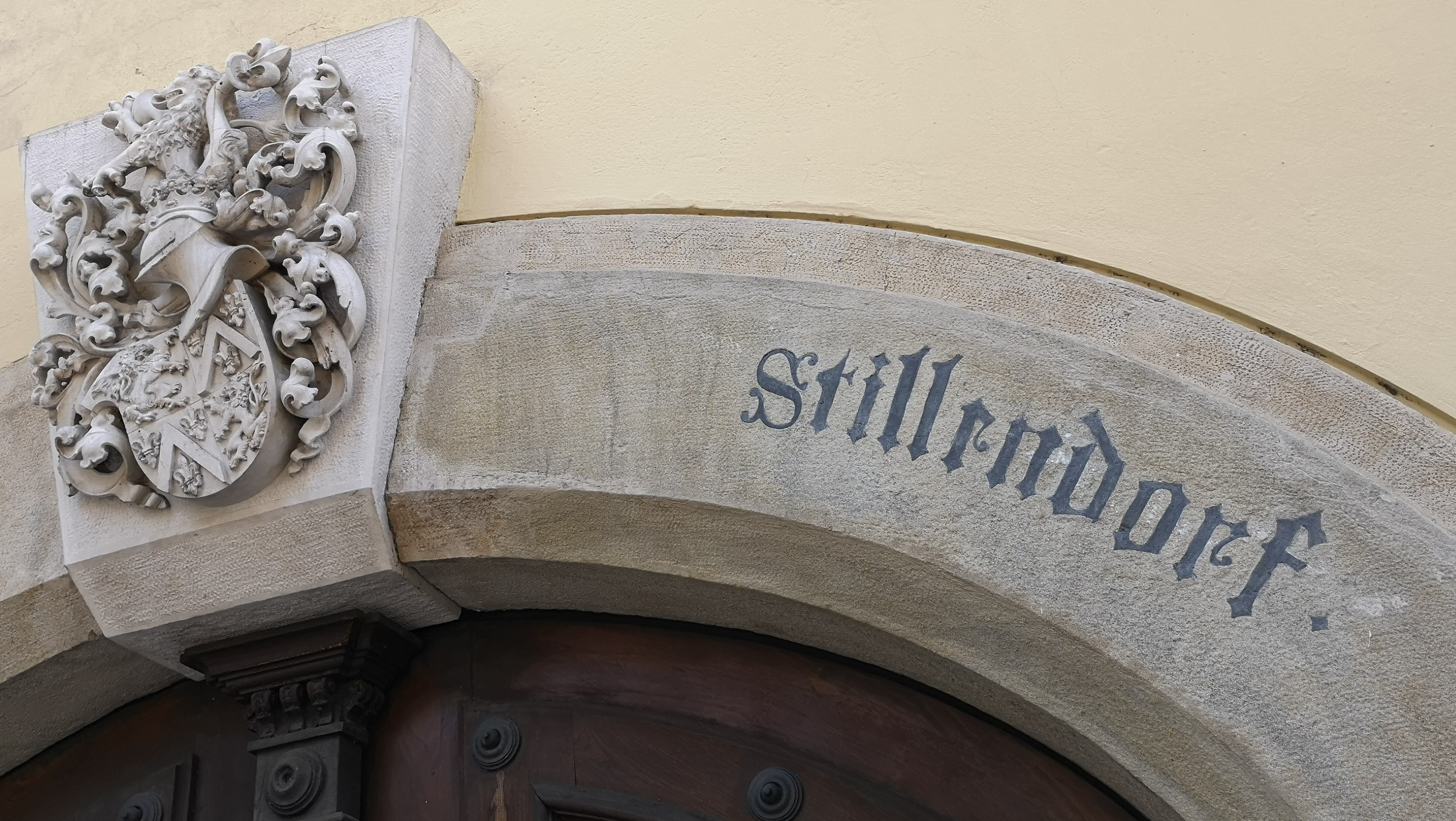
Torbogen am Ansitz Stillendorf in Bozen in Frakturschrift, um 1900

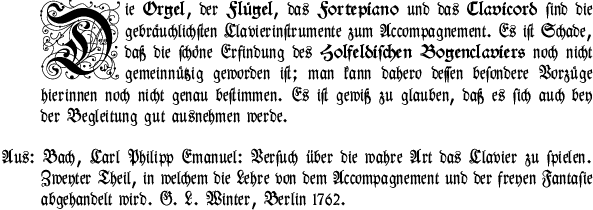
Beispiel für Frakturschrift (Computersatz)
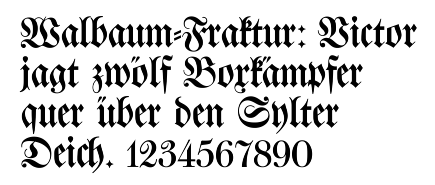
Beispiel für Walbaum-Fraktur (1800; hier Computersatz)
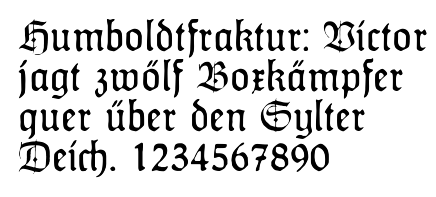
Beispiel für Humboldtfraktur (Hiero Rhode, 1938; hier Computersatz)

## Verwendung der Fraktur in der Neuzeit

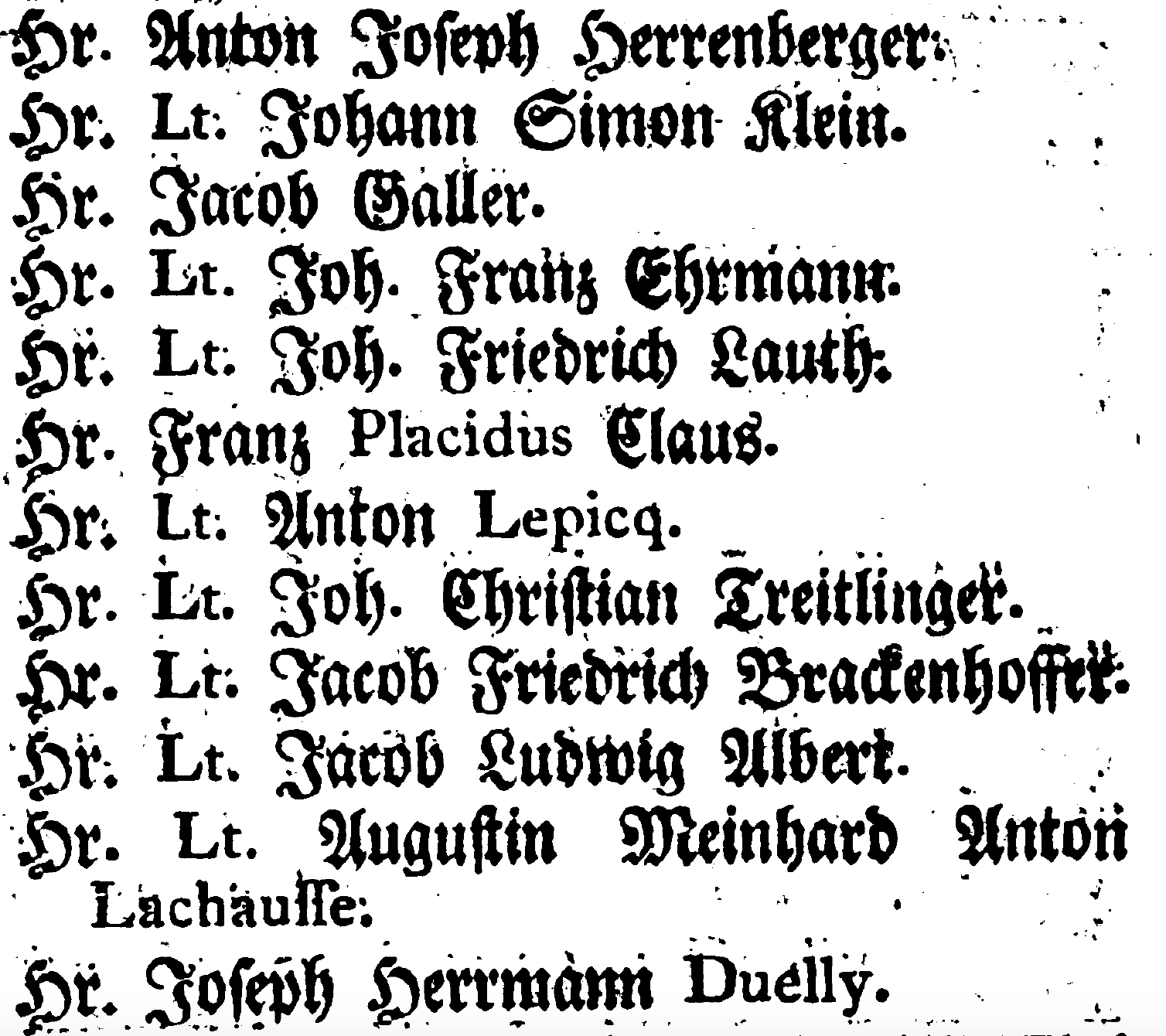
Im älteren Schrifttum war häufig eine Mischung aus Fraktur und Antiqua gebräuchlich. Namen und Begriffe aus dem Latein oder romanischen Sprachen (Französisch) wurden dabei in Antiqua gesetzt, der deutsche Text dagegen in Fraktur.

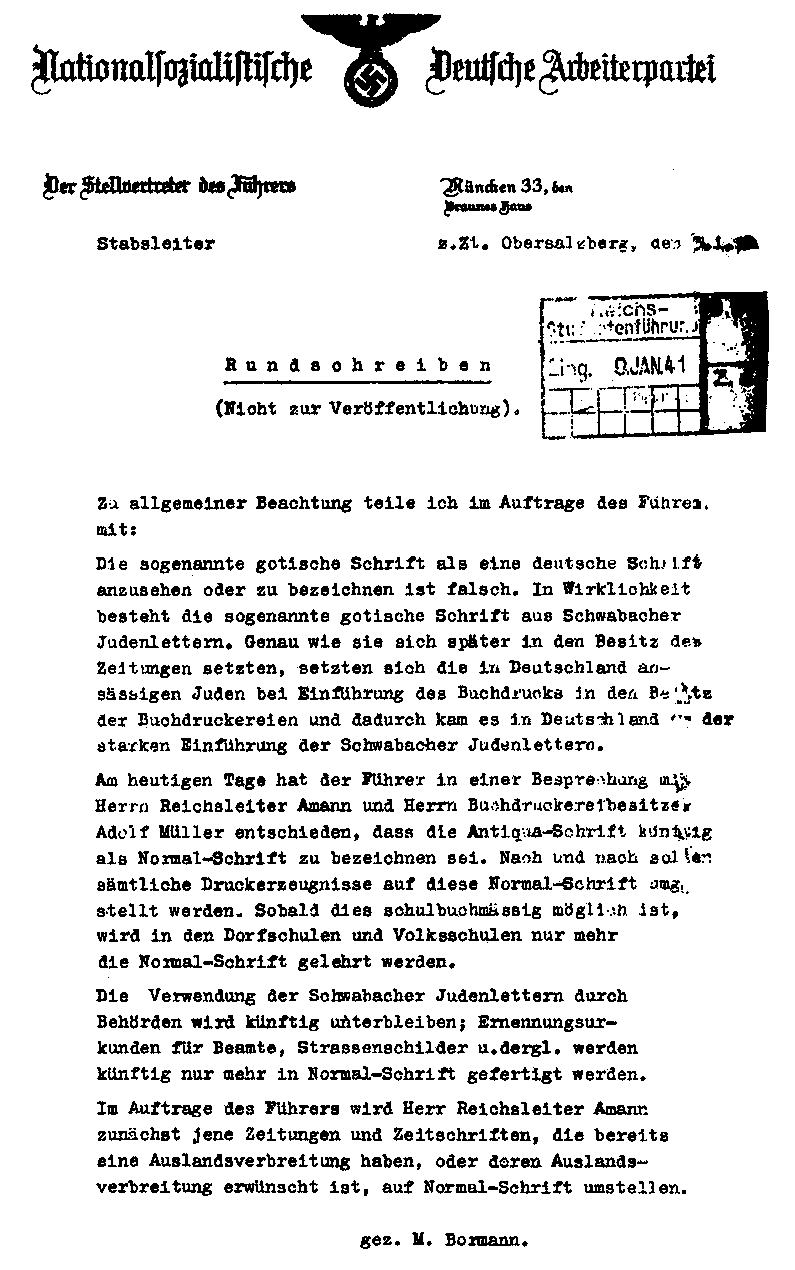
Rundschreiben zum Schriftenerlass vom 3. Januar 1941 (Textabschrift in der Dateienbeschreibung)

Die Frakturschrift wurde in Deutschland in ausgewählten Publikationsbereichen Ende des 19. Jahrhunderts von der Antiqua abgelöst. So änderten im Zuge der Internationalisierung wissenschaftlich-technische Zeitschriften ihre Typografie, zum Beispiel bereits 1872 die Zeitschrift des Vereines Deutscher Ingenieure. In anderen Bereichen war Frakturschrift bis nach dem Ersten Weltkrieg üblich, danach begann sich im Zuge der Neuen Typografie allmählich die Antiqua durchzusetzen. Die damit zusammenhängende Auseinandersetzung über den Stellenwert gebrochener Schriften für die geschriebene deutsche Sprache wird als Antiqua-Fraktur-Streit bezeichnet. Einige Schriftdesigner entwickelten im frühen 20. Jahrhundert auch hybride Schriften, die sowohl Merkmale der Fraktur als auch von anderen Schriftgattungen aufweisen.
Zur Zeit des Nationalsozialismus erlebte die Fraktur insbesondere als Auszeichnungsschrift, aber auch als Textschrift zunächst eine Renaissance, da sie als deutsche Schrift betrachtet wurde. Man berief sich unter anderem auf Cäsar Flaischlen, der „Vom Herrenrecht unserer deutschen Schrift“ gedichtet hatte. Ab Juni 1933 forcierte das Reichsinnenministerium das Vorhaben, Schreibmaschinen mit Frakturschrift verbindlich in Behörden einzuführen. Der Fachnormenausschuss für Schreibmaschinen scheiterte jedoch an der Aufgabe, sich auf verbindliche Schriftzeichen zu einigen. In diesem Ausschuss war auch die Schreibmaschinenindustrie vertreten, die eigentlich ein Interesse an verstärktem Absatz hätte haben müssen. Hitler erklärte auf einer Kulturtagung der NSDAP 1934: „Der nationalsozialistische Staat [muss] sich verwahren gegen das plötzliche Auftauchen jener Rückwärtse, die meinen, eine ‚teutsche Kunst‘ aus der trauten Welt ihrer eigenen romantischen Vorstellungen der nationalsozialistischen Revolution als verpflichtendes Erbteil für die Zukunft mitgeben zu können […]“ So wurde das Vorhaben der Umstellung der Schreibmaschinen nicht weiter forciert. 1937 wurde jüdischen Verlagen verboten, Fraktur zu verwenden.
Seit 1940 sollten alle für das Ausland gedruckten Texte in Antiqua gesetzt werden, worüber die Bevölkerung jedoch nicht informiert wurde. Die Schriftpolitik blieb über längere Zeit völlig unklar. Ein Erlass des NSDAP-Regimes von 3. Januar 1941, in welchem Martin Bormann in Hitlers Auftrag die der Fraktur ähnliche Schwabacher als „Judenlettern“ bezeichnete, erklärte dann in einer totalen Kehrtwendung (und in Verkehrung der tatsächlichen Entwicklung der Schrift) die Antiqua zur „Normalschrift“. Schwabacher und Fraktur galten fortan als unerwünscht, so dass NSDAP-treue Zeitungen und Verlage vor allem in der für das Ausland bestimmten Produktion zum durchgehenden Gebrauch der lateinischen Schrift, insbesondere der Antiqua, übergingen. Der Duden erschien 1941 letztmals in Fraktur.
Allerdings glaubten wohl selbst die NS-Funktionsträger nicht an diese Argumentation. Hintergrund des (extrem teuren) Wechsels mitten in Kriegszeiten war vermutlich die Auffassung, dass die deutsche Hegemonie in einem eroberten Europa mit einer besonderen, optisch engen und komplizierten, schwer zu erlernenden Schrift nicht zu sichern sei. Auch waren die zahlreichen Zwangsarbeiter oft nicht in der Lage, einfache Beschriftungen in Fraktur zu verstehen, was die Kriegsproduktion behinderte. So schrieb Goebbels am 2. Februar 1941 in sein Tagebuch: „Der Führer ordnet an, daß die Antiqua künftig nur noch als deutsche Schrift gewertet wird. [Gemeint war wohl: … dass künftig nur noch die Antiqua als deutsche Schrift gewertet wird.] Sehr gut. Dann brauchen die Kinder wenigstens keine 8 Alphabete mehr zu lernen. Und unsere Sprache kann wirklich Weltsprache werden.“ Unter den „acht Alphabeten“ verstand man damals jeweils die Klein- und Großbuchstaben von Fraktur, deutscher Schreibschrift, Antiqua und lateinischer Schreibschrift.
Goebbels betonte fünf Vorteile der Antiqua:
1. Wirksamere Verbreitung deutscher (Propaganda-)Schriften im Ausland;
2. verbesserte Möglichkeiten, eroberte Gebiete zu verwalten;
3. Absicherung der militärisch-politischen Herrschaft durch eine schriftlich-kulturelle Dominanz;
4. Abgrenzung gegenüber der Sowjetunion und Anpassung an Westeuropa mit einer einheitlichen europäischen (deutschen) Schrift;
5. wirtschaftliche Vorteile durch Verbesserung des Absatzes deutscher Bücher im Ausland.[4]

Ab September 1941 wurde in deutschen Schulen nur noch die lateinische Schrift gelehrt, die bis dahin nur als zweite Schrift ab Klasse 2 unterrichtet worden war, wodurch Unterrichtszeit für andere Fächer frei wurde. Kaum jemand war über die Gründe informiert. Für Bevölkerungsgruppen, die sich in Nationalitätenkonflikten wähnten, z. B. die Sudetendeutschen, stellte die Umstellung ein Ärgernis dar, da die eigene Schrift als Abgrenzungsmerkmal wegfiel.
Die Frakturschrift erlebte nach dem Zusammenbruch des Dritten Reiches keine Renaissance. 1951 kam es zwar zur Neugründung des Bundes für deutsche Schrift in Hannover (seit 1989: Bund für deutsche Schrift und Sprache), der sich für die Verwendung deutscher Druck- und Schreibschriften einsetzt. Das Thema fand jedoch in der Öffentlichkeit keinen größeren Raum. Allerdings wurden auch nach 1945 noch Bücher in Fraktur gedruckt. Der Autor Hermann Hesse bestand noch lange nach dem Krieg darauf, dass seine Werke in Fraktur gedruckt würden. Auch viele Klassiker fanden in den 1950er Jahren als Frakturausgaben noch sehr guten Absatz, so eine Theodor-Storm-Gesamtausgabe von 1953. Die evangelischen Kirchen hielten noch längere Zeit an der „deutschen Schrift“ fest. So erschienen viele deutschsprachige Bibelübersetzungen bis in die 1960er Jahre in Fraktur. Die katholische Kirche hatte für lateinische Texte traditionell die lateinische Schrift verwendet und vollzog die Umstellung auch für deutschsprachige Texte früher. Bis in die 1980er Jahre wurden in Westdeutschland einzelne Gesetzestexte, zum Beispiel das Wechselgesetz in der seinerzeit als „Schönfelder“ bekannten Gesetzessammlung (heute „Habersack“), in Fraktur gedruckt.
Die Neue Zürcher Zeitung wurde seit ihrer Gründung 1780 bis zum Jahr 1946 komplett in Fraktur gesetzt. Seit der Umstellung 1946 verwendet sie, wie auch einige andere deutschsprachige Zeitungen (unter anderem die Frankfurter Allgemeine, die Südtiroler Tageszeitung Dolomiten und die luxemburgische Tageszeitung Luxemburger Wort), Fraktur noch im Zeitungstitel. Die Frankfurter Allgemeine Zeitung setzte bis zum 4. Oktober 2007 auch Überschriften von Meinungsartikeln in Fraktur, in den letzten zweieinhalb Jahren davor allerdings ohne das lange s.
Auf den DM-Banknoten zu 5, 10, 100, 500 und 1000 DM der ab 1961 ausgegebenen dritten Serie sowie auf allen Banknoten der ab 1990 ausgegebenen vierten Serie war das Wort Banknote in Fraktur gesetzt.

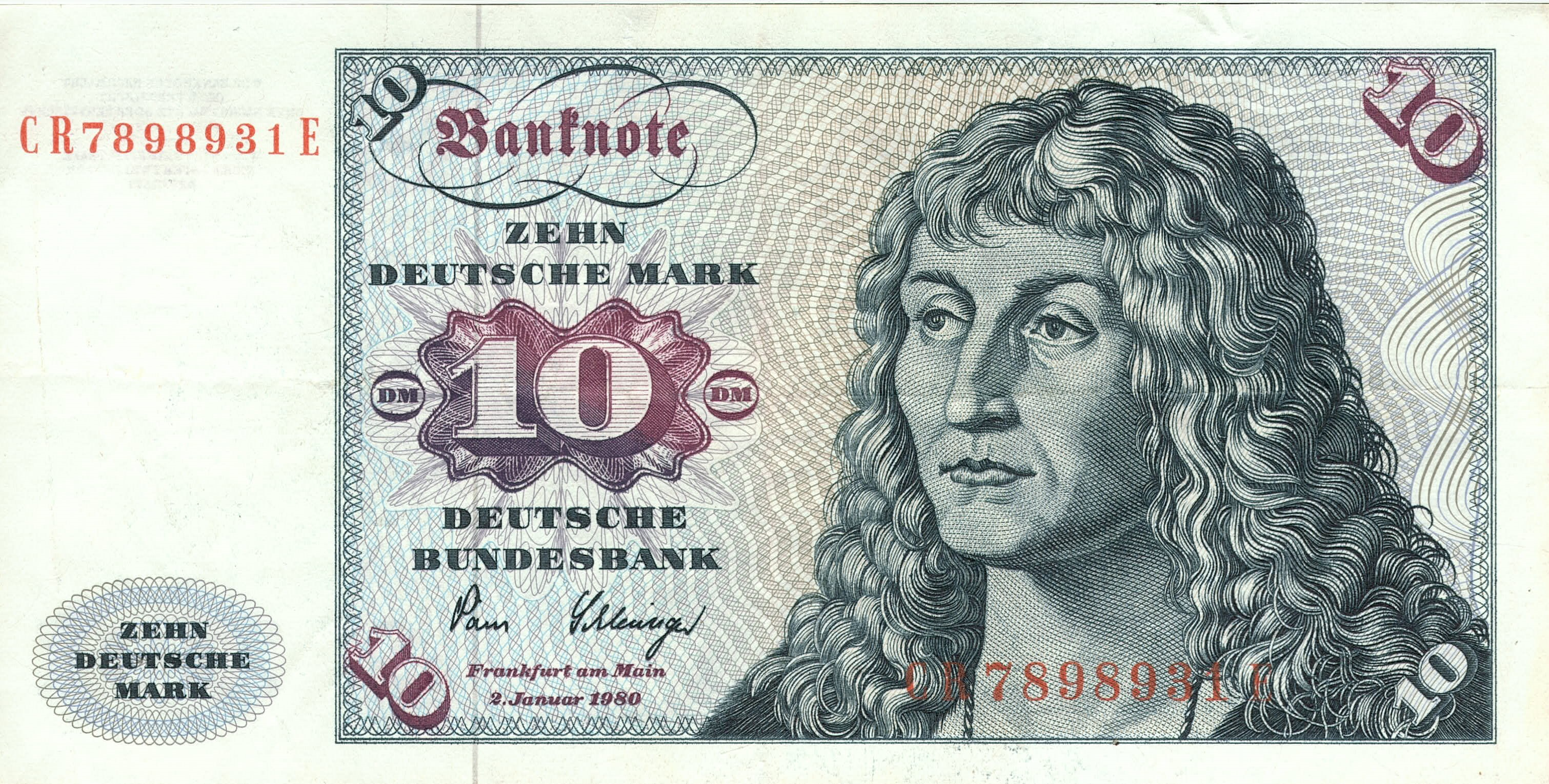
10-DM-Banknote der dritten Serie
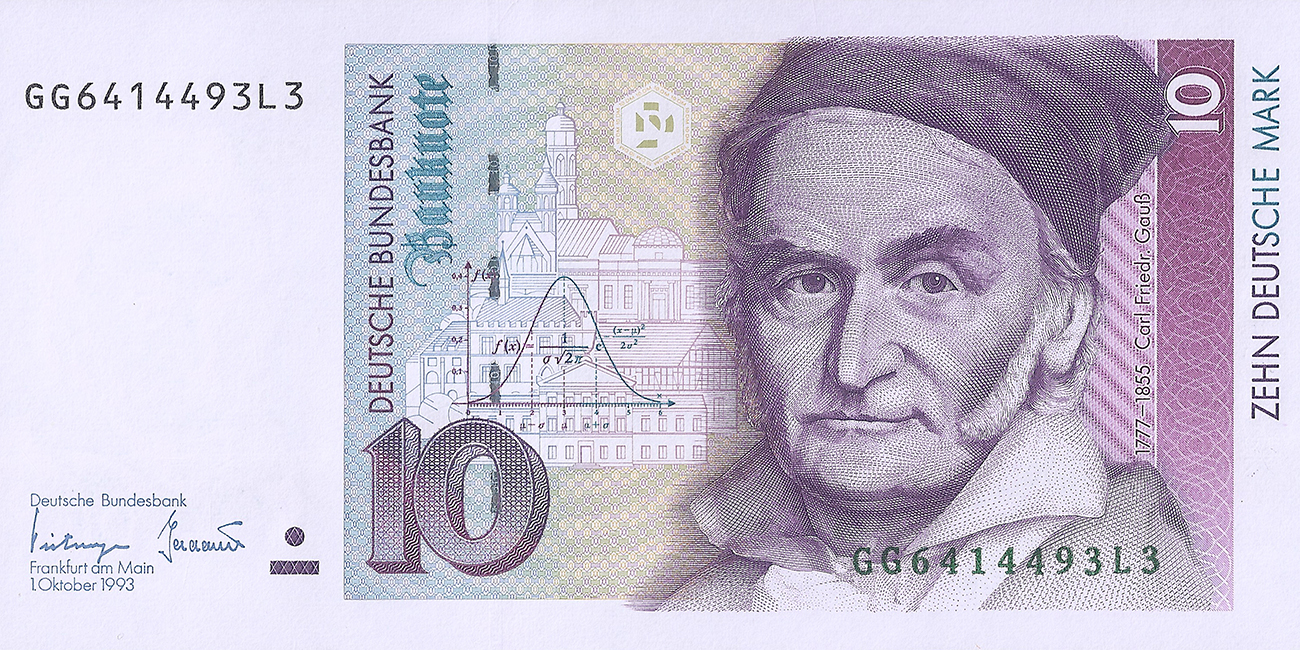
10-DM-Banknote der vierten Serie (Schriftzüge vertikal)

Seit der zweiten Hälfte des 20. Jahrhunderts werden Frakturschrift oder andere gebrochene Schriften in der Werbung, zur Beschriftung verschiedener Artikel und für Straßenschilder verwendet. Auf Warenverpackungen, insbesondere bei Lebensmitteln, signalisiert die Frakturschrift ein Produkt von althergebrachter Art und Qualität. Bei Winzern und Brauereien symbolisiert sie Alter und Tradition, bei Gaststätten signalisiert die Hausinschrift in Fraktur einen mit Liebe geführten Traditionsbetrieb, zumindest aber Gemütlichkeit. Schließlich ist die Frakturschrift, meistens die im englischsprachigen Raum verbreitetere gotische Schrift, in Musik- und Jugendkulturen wie Hard Rock (z. B. Possessed, Skrewdriver oder Röck Döts), Metal, Punk oder Gothic beliebt; sehr verbreitet findet sie sich auch bei Rockergruppen (z. B. Outlaws MC, Gremium MC). Gebrochene Schriften sind einerseits in der Modebranche als Markenname oder als Schriftzug auf Kleidung verbreitet, zum Teil sogar erst seit Beginn des 21. Jahrhunderts (z. B. Brioni oder „Palm Angels“); andererseits werden sie ungeachtet der schließlichen nationalsozialistischen Frakturablehnung auch von Neonazis verwendet. Allerdings werden die Schreibregeln bezüglich des langen s bei Massenprodukten und beispielsweise Kneipenschildern inzwischen seltener oder überhaupt nicht mehr angewandt, zum Teil sogar derart, dass ausschließlich das lange s benutzt wird. Gleiches gilt für die Ligaturen ch, ck, tz und st (eigentlich ſt), die sogenannten Zwangsligaturen.
Im Französischen ist die Fraktur auch als „gotische Schrift“ (écriture gothique) bekannt. Im Band Asterix und die Goten der Comic-Reihe Asterix wird die gesprochene gotische Sprache durch Sprechblasen in stilisierten, der Fraktur ähnlichen Lettern dargestellt. Die deutschen Übersetzungen greifen an diesen Stellen auf die echte Frakturschrift zurück.
Fraktur wird immer noch unter den traditionellen deutschsprachigen Täufern verwendet, um deutsche Texte zu drucken, während deutsche Kurrentschrift als Handschrift für deutsche Texte verwendet wird. Gruppen, die beide Formen der traditionellen deutschen Schrift verwenden, sind die Amischen, Mennoniten alter Ordnung, Hutterer und traditionelle Russlandmennoniten, die heute hauptsächlich in Lateinamerika leben.

## Schreib- und Lesehilfe

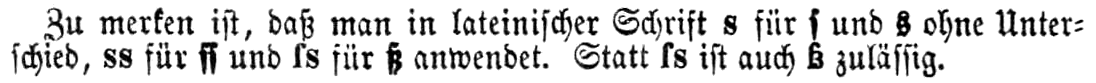
Duden – Vollständiges Orthographisches Wörterbuch der deutschen Sprache (1880):

Darstellung oben genannter schwer auseinanderzuhaltender Buchstaben in einigen Frakturschriften, zum Vergleich die Antiquaschrift Garamond

Einige hybride Frakturschriften (Frakturvarianten): Alphabet und sogenannte Zwangsligaturen – manche Schriften mit behutsamen Änderungen, andere mit sehr weitgehenden; zum Vergleich die Antiquaschrift Garamond und die Normalfraktur als typische klassische Fraktur

Im Laufe der Geschichte haben sich einige Grundregeln bei der Verwendung von gebrochenen Schriften durchgesetzt, die sich vorwiegend im deutschen Sprachraum finden. Hierzu gehören die Verwendung von Ligaturen (auch auf Schreibmaschinen und in der Computerschrift) und zwei unterschiedliche Formen des Buchstaben s. Gelegentlich irritierend ist auch, dass statt des einfachen Bindestrichs ein Doppelbindestrich Verwendung findet, der in Schriften, in denen er nicht schräg gestellt ist, eventuell mit einem Gleichheitszeichen verwechselt werden kann.

Lesehilfe im „Deutschen Lesebuch“ (1912)

In Fraktur ungeübte Leser haben vor allem mit folgenden Buchstaben anfängliche Schwierigkeiten (Buchstaben der Mainzer Fraktur als SVG eingebunden):
- Das  kann für ein U gehalten werden, es ist aber ein A. Die linke Oberlänge des A () ist stark geschwungen, zum Teil so stark, dass die Öffnung nach oben fast geschlossen ist – in manchen Frakturschriften ist sie aber auch ziemlich breit. Beim U () ist der Schwung deutlich geringer ausgeprägt oder teils fast nicht mehr vorhanden und die Öffnung stets größer.
- Das  ähnelt keinem Antiqua-Großbuchstaben stark, es ist ein C.
- Das  kann für ein F gehalten werden, es ist aber ein E.
- Das  kann für ein J oder T gehalten werden, es ist aber ein F.
- Das  kann für ein R gehalten werden, es ist aber ein G. Es ähnelt dem E, aber der untere Bogen ist beim G () geschlossen, beim E () nicht.
- Das  kann je nach Schriftart für ein J oder T gehalten werden, es ist aber ein I. Die Buchstaben I () und J () haben als Großbuchstaben meist das gleiche Schriftbild. Vor allem in älteren Frakturschriften sind I und J vollkommen identisch, das heißt, es gibt keine eigene Glyphe für das J.
- Das  kann für ein R gehalten werden, es ist aber ein K.
- Das  kann für ein R gehalten werden, es ist aber ein N. Die Buchstaben N () und R () ähneln sich, wobei dem N der schließende innere Querstrich fehlt.
- Das  kann für ein D gehalten werden, es ist aber ein O.
- Das  kann je nach Schriftart ebenfalls für ein D, für ein B oder für ein V gehalten werden, es ist aber ein P. Den Buchstaben B (), D () und V () fehlt aber die Unterlänge, dem P () im Vergleich zum B der schließende innere Querstrich.
- In manchen Frakturschriften ist das Q schwer vom O zu unterschieden, weil der untere Querstrich nur angedeutet ist, vergleiche die als Bild eingebundene Lesehilfe aus dem Deutschen Lesebuch.
- Das  kann für ein G oder eine – allerdings ungewöhnlich gestaltete – Ziffer 6 (Majuskel /Minuskel ) gehalten werden, es ist aber ein S.
- Das  kann für ein I oder die römische Ziffer I gehalten werden, es ist aber ein T.
- Das  kann je nach Schriftart für ein B oder D gehalten werden, es ist aber ein V. Die Buchstaben B () und V () ähneln sich, wobei dem V der schließende innere Querstrich fehlt. Das D () besitzt rechts keinen nach innen weisenden Bogen.
- Das  kann für ein N gehalten werden, es ist aber ein Y.
- Das  ähnelt keinem Antiqua-Großbuchstaben stark und kann für die Versalziffer 3 () gehalten werden, es ist aber ein Z.
- Das  kann für ein d gehalten werden, es ist aber die Ligatur ck.
- Das  kann für ein b gehalten werden, es ist aber ein h. Die Punze des h () ist unten immer geöffnet und der rechte Strich verläuft in die Unterlänge, das b () besitzt keine Unterlänge und keine Öffnung nach unten (die Punze ist immer geschlossen).
- Das  ähnelt keinem Antiqua-Kleinbuchstaben stark, es ist ein k. Der Buchstabe k () unterscheidet sich vom t () vor allem durch eine kleine Schlaufe rechts oben. In manchen Fraktur-Schriftarten ist diese Schlaufe auch offen.
- Das  kann für ein f gehalten werden, es ist aber ein langes s (ſ). Es unterscheidet sich vom f () immer durch das Aussparen des kurzen Querbalkens auf der rechten Seite, manchmal fehlt zur deutlicheren Unterscheidung auch der linke Querbalken.
- Das  kann für ein ſz (ß; ) gehalten werden, es ist aber die Ligatur tz.
- Das  kann für ein b oder für ein o gehalten werden, es ist aber ein v. Der Buchstabe v () hat im Unterschied zum b () keine Oberlänge, aber einen Schnörkel. Beim Buchstaben o () fehlen Oberlänge und Schnörkel.
- Das  kann für ein r gehalten werden, es ist aber ein x. Der Buchstabe x () unterscheidet sich vom r () nur durch eine offene Schleife am Zeichenfuß.
- Das  kann für ein n oder ein h gehalten werden, es ist aber ein y. Der Buchstabe y () hat im Unterschied zum n () eine Unterlänge, und im Unterschied zum h () keine Oberlänge, aber einen Schnörkel.
- Das  kann für ein g gehalten werden, es ist aber ein z. Anders als beim g () ist der obere Teil nicht geschlossen. In Frakturschriften mit Mediävalziffern ähnelt zudem die 3 dem z: .
- Die Mediävalziffer  kann, wenn alleinstehend, für ein g gehalten werden, es ist aber eine 9.

Fraktur-Schriftsatz mit und ohne Ligaturen und langes s

| Antiqua (1) | Mathematik- modus (2)                                                   | Unifraktur- Maguntia (3) |
| ----------- | ----------------------------------------------------------------------- | ------------------------ |
| A ≠ U       | {\displaystyle {\mathfrak {A}}\neq {\mathfrak {U}}}                     | ≠                        |
| B ≠ V ≠ P   | {\displaystyle {\mathfrak {B}}\neq {\mathfrak {V}}\neq {\mathfrak {P}}} | ≠                        |
| C ≠ E ≠ F   | {\displaystyle {\mathfrak {C}}\neq {\mathfrak {E}}\neq {\mathfrak {F}}} | ≠                        |
| E ≠ G ≠ R   | {\displaystyle {\mathfrak {E}}\neq {\mathfrak {G}}\neq {\mathfrak {R}}} | ≠                        |
| F ≠ I ≠ J   | {\displaystyle {\mathfrak {F}}\neq {\mathfrak {I}}\neq {\mathfrak {J}}} | ≠                        |
| K ≠ R ≠ N   | {\displaystyle {\mathfrak {K}}\neq {\mathfrak {R}}\neq {\mathfrak {N}}} | ≠                        |
| O ≠ D ≠ P   | {\displaystyle {\mathfrak {O}}\neq {\mathfrak {D}}\neq {\mathfrak {P}}} | ≠                        |
| S ≠ G ≠ 6   | {\displaystyle {\mathfrak {S}}\neq {\mathfrak {G}}\neq {\mathfrak {6}}} | ≠ /                      |
| T ≠ F ≠ I   | {\displaystyle {\mathfrak {T}}\neq {\mathfrak {F}}\neq {\mathfrak {I}}} | ≠                        |
| Y ≠ N       | {\displaystyle {\mathfrak {Y}}\neq {\mathfrak {N}}}                     | ≠                        |
| Z ≠ 3       | {\displaystyle {\mathfrak {Z}}\neq {\mathfrak {3}}}                     | ≠                        |

| Antiqua (1) | Mathematik- modus (2)                                                          | Unifraktur- Maguntia (3) |
| ----------- | ------------------------------------------------------------------------------ | ------------------------ |
| b ≠ v ≠ o   | {\displaystyle {\mathfrak {b}}\neq {\mathfrak {v}}\neq {\mathfrak {o}}}        | ≠                        |
| ck ≠ d      | — (4)                                                                          | ≠                        |
| h ≠ y ≠ v   | {\displaystyle {\mathfrak {h}}\neq {\mathfrak {y}}\neq {\mathfrak {v}}}        | ≠                        |
| f ≠ ſ       | — (4)                                                                          | ≠                        |
| k ≠ t       | {\displaystyle {\mathfrak {k}}\neq {\mathfrak {t}}}                            | ≠                        |
| r ≠ x       | {\displaystyle {\mathfrak {r}}\neq {\mathfrak {x}}}                            | ≠                        |
| ſz (ß) ≠ tz | — (4)                                                                          | ≠                        |
| y ≠ n ≠ u   | {\displaystyle {\mathfrak {y}}\neq {\mathfrak {n}}\neq {\mathfrak {u}}}        | ≠                        |
| z ≠ g ≠ 3   | {\displaystyle {\mathfrak {z}}\neq {\mathfrak {g}}\neq {}_{\mathfrak {3}}} (5) | ≠                        |
| 9 ≠ g       | {\displaystyle {}_{\mathfrak {9}}\neq {\mathfrak {g}}} (5)                     | ≠                        |

Anmerkungen:
Ligaturen

Die Fraktur zeichnet sich auch durch teils nicht einfach zu erkennende Ligaturen aus. Einige davon, die sogenannten Zwangsligaturen, werden auch im Sperrsatz nicht getrennt (siehe dazu in Fraktursatz). Neben den schon aufgeführten ck und tz sind dies ch sowie ſt – und, sofern man das ß in der Fraktur nicht als einen Buchstaben auffasst, auch ſz. Zusätzlich existiert vor allem in älteren Frakturschriften noch eine eigene, sehr spezielle Ligatur für etc. (Ligatur mit der Glyphe des R rotunda).
| Antiqua              | ch | ck | ſt | ſz (ß) | tz | etc. |
| Unifraktur- Maguntia | ch | ck | st | ß      | tz | etc. |

## Fraktur im Formelsatz
Wie fast alle typografischen Auszeichnungsmöglichkeiten kann auch Fraktur im Formelsatz sinnvoll (das heißt bedeutungstragend) verwendet werden. (Bei handschriftlichen Formeln wird Fraktur durch deutsche Schreibschrift, eventuell in ihrer Sütterlin-Variante, ersetzt.) Grundsätzlich müssen hierzu die Frakturbuchstaben auch als alleinstehende Zeichen eindeutig identifizierbar sein. Meistens kommen allerdings nur wenige Frakturbuchstaben vor, so dass die Verwechslungsgefahr gering ist.
In vielen Fällen gilt die Verwendung von Fraktur als veraltet und wurde durch andere typografischen Auszeichnungsmöglichkeiten (z. B. fett kursiv) ersetzt. Im mathematischen Formelsatz verwendete man kleine Frakturbuchstaben (z. B. {\displaystyle {\mathfrak {a}},{\mathfrak {b}},{\mathfrak {c}}}) zur Darstellung von Vektoren. Der Nullvektor wurde dann mit {\displaystyle {\mathfrak {o}}} bezeichnet. Im physikalischen Formelsatz wurde Fraktur gebraucht, wenn der vektorielle Charakter einer Größe betont werden sollte, z. B.:
{\displaystyle P={\mathfrak {F}}\cdot {\mathfrak {v}}}
Heute soll für die Vektor-Darstellung entweder fette kursive oder magere kursive Schrift mit übergesetztem Pfeil verwendet werden, handschriftlich auch einfach unterstrichene Buchstaben:
{\displaystyle {\begin{aligned}P&={\boldsymbol {F}}\cdot {\boldsymbol {v}}\\P&={\vec {F}}\cdot {\vec {v}}\end{aligned}}}
Fraktur wurde früher auch zur Darstellung von Hyperbelfunktionen benutzt (z. B. {\displaystyle {\mathfrak {Sin}}\,x} oder {\displaystyle {\mathfrak {Cos}}\,x}). Heute sollen hierfür Abkürzungen in der aufrechten Grundschrift verwendet werden (z. B. {\displaystyle \sinh x} bzw. {\displaystyle \cosh x}). Außerdem wurden Frakturbuchstaben zur Bezeichnung von Matrizen und Tensoren sowie als Zeichen für den Real- und Imaginärteil einer komplexen Zahl eingesetzt. Insbesondere Ideale werden auch heute noch in modernen Lehrbüchern zur Unterscheidung von anderen Variablen mit Frakturbuchstaben bezeichnet. Im Zusammenhang mit den international genormten Größen und Einheiten soll das Zeichen {\displaystyle {\mathfrak {Z}}} (U+2128; englisch black-letter capital z) zur Darstellung der Z-Transformation verwendet werden:
{\displaystyle {\mathfrak {Z}}(a_{n})=\sum \limits _{n=0}^{\infty }{a_{n}z^{-n}}\quad (z\in \mathbf {C} )}
Die Verwendung von Frakturbuchstaben hat sich auch in der Benennung von Lie-Algebren erhalten. Es gibt einen Mechanismus, einer Lie-Gruppe eine solche Lie-Algebra zuzuordnen, und es ist allgemein üblich, für den Namen der zugehörigen Lie-Algebra den Namen der Gruppe in kleinen Frakturbuchstaben zu schreiben, also {\displaystyle G\to {\mathfrak {g}},SL_{n}\to {\mathfrak {sl}}_{n}}, und so weiter.

## Fraktur im Computerschriftsatz
Seit der Desktop-Publishing-Revolution in den späten 1980er Jahren bestand erstmals die Möglichkeit, Schriften in hoher Qualität kostengünstig zu produzieren und zu vertreiben. Die großen kommerziellen Schriftanbieter digitalisierten ihre Schriftbestände, wenn auch mangels Nachfrage nur wenige Frakturschriften. Selbständige Schriftgestalter haben zahlreiche weitere Frakturschriften digitalisiert und produziert, deren Qualität aber stark schwankt. Für traditionellen Fraktursatz muss eine Schrift zumindest wichtige Zwangsligaturen und das lange s enthalten.
Da es sich bei der Fraktur nicht um ein eigenständiges Schriftsystem handelt, sondern nur um Glyphenvarianten, werden in Unicode die Buchstaben des lateinischen Alphabets für Fraktursatz nicht gesondert kodiert. Damit eine Fraktur-Schrift mit Unicode kompatibel ist, müssen die für traditionelle Fraktur-Typographie erforderlichen Ligaturen über Typographiesysteme wie OpenType, Apple Advanced Typography oder Graphite erstellt werden. Nur das lange ſ erhält als besonderer Buchstabe den eigenen Code U+017F. Viele Frakturschriften verfügen entweder über keine Ligaturen oder setzen die Ligaturen an die Stelle anderer Zeichen, so dass sie gegen den Unicode-Standard verstoßen. Der Unicode-Standard weist zwar gewisse Ligaturen auf. Diese sollten aber nicht verwendet werden; denn sie dienen einzig der Abwärtskompatibilität mit älteren Kodierungen: ff (ﬀ) U+FB00, fi (ﬁ) U+FB01, fl (ﬂ) U+FB02, ffi (ﬃ) U+FB03, ffl (ﬄ) U+FB04, st mit langem s (ﬅ) U+FB05, st mit rundem s (ﬆ) U+FB06.
Die Norm ISO 15924 definiert Schriftsysteme und erlaubt die Unterscheidung zwischen „Latin“ („Latn“) und „Latin (Fraktur variant)“ („Latf“). Mit der Angabe des Sprachcodes „de-Latf“ in HTML könnte theoretisch ein geeigneter Webbrowser automatisch eine passende Schrift für deutschen Fraktursatz anzeigen. Eine andere Möglichkeit ist, eine Schrift über die Cascading Style Sheets vom Server herunterladen zu lassen.
Zwar gibt es keinen dedizierten Unicode-Block für Fraktur, allerdings sind im Unicodeblock Buchstabenähnliche Symbole für mathematische Zwecke die Frakturbuchstaben für C (U+212D), H (U+210C), I (U+2111), R (U+211C) und Z (U+2128) enthalten. Später wurden mit dem Unicodeblock Mathematische alphanumerische Symbole die restlichen Frakturbuchstaben an den Positionen U+1D504 bis U+1D537 hinzugefügt. Diese sind aber nicht zum Schreiben von Texten vorgesehen, sondern nur für mathematischen Formelsatz. So fehlen etwa die Umlaute, das ſ, ß und andere Ligaturen.
Die Frakturbuchstaben im Unicode:
𝔄𝔅ℭ𝔇𝔈𝔉𝔊ℌℑ𝔍𝔎𝔏𝔐𝔑𝔒𝔓𝔔ℜ𝔖𝔗𝔘𝔙𝔚𝔛𝔜ℨ𝔞𝔟𝔠𝔡𝔢𝔣𝔤𝔥𝔦𝔧𝔨𝔩𝔪𝔫𝔬𝔭𝔮𝔯𝔰𝔱𝔲𝔳𝔴𝔵𝔶𝔷

## Automatisierte Texterkennung
Automatisierte Erkennung von Texten in Frakturschrift ist wesentlich schwieriger als die Erkennung von Texten, die in modernen Schriften gedruckt sind. Insbesondere sind die oben genannten Schwierigkeiten, mit denen Anfänger zu kämpfen haben, auch für die Software bis heute eine Herausforderung. Deshalb gab es erst relativ spät Software, die Fraktur einigermaßen lesen konnte. Insbesondere der Bedarf für OCR von Zeitungen aus dem 19. Jahrhundert war dabei der Technologietreiber. Erst mit ABBYY FineReader, einer kommerziellen OCR-Software, die mit EU-Förderung und Unterstützung der Universität Innsbruck um Frakturerkennung erweitert wurde, stand nach 2003 erstmals eine brauchbare Lösung zur Verfügung, die bis heute in vielen Digitalisierungsprojekten verwendet wird. Open-Source-OCR-Software mit brauchbarer Frakturerkennung kam erst wesentlich später, beispielsweise 2017 mit Tesseract 4, das für die Texterkennung neuronale Netzwerke einführte. Seit August 2019 bietet die Universität Innsbruck für ihr Transkribus ein spezielles Frakturerkennungsmodell an. Das DFG-Projekt OCR-D gab der Erkennung historischer Schriften einen weiteren Schub. Inzwischen gibt es mit Tesseract, eScriptorium bzw. kraken und calamari mehrere freie OCR-Alternativen, die gute bis sehr gute OCR-Ergebnisse liefern können, unter anderem dank der Frakturmodelle für Tesseract und kraken der Universitätsbibliothek Mannheim Je nach Software und Modell werden übrigens spezielle Zeichen wie das lange s oder historische Umlaute entweder als solche erkannt oder auf die heutige gebräuchlichen Zeichen abgebildet.

## Nach 1945 in Fraktur gesetzte Bücher (Beispiele)
- Hermann Hesse: Das Glasperlenspiel. Suhrkamp Verlag, Berlin 1946
- Hermine Kiehnle: Kiehnle Kochbuch. Walter Hädecke Verlag, Stuttgart / Weil der Stadt 1951.
- Friedrich Kluge: Etymologisches Wörterbuch der deutschen Sprache (in Fraktur bis einschließlich Ausgabe 16), 1953.
- Herbert Zimmermann: Lateinische Wortkunde. Verlag von Ernst Klett, Stuttgart 1956.
- Joseph Maria Stowasser: Der Kleine Stowasser, Lateinisch-Deutsches Schulwörterbuch. G. Freytag Verlag, München 1971.
- Schönste liebe mich. Deutsche Liebesgedichte aus dem Barock und dem Rokoko. Gestaltet von Jan Tschichold. Verlag Lambert Schneider, Heidelberg 1957.
- Walter Plata: Schätze der Typographie. Gebrochene Schriften. Gotisch, Schwabacher und Fraktur im deutschen Sprachgebiet in der 2. Hälfte des 20. Jahrhunderts. Informationen und Meinungen von 17 Autoren, angeregt und eingeleitet von Walter Plata. Polygraph-Verlag, Frankfurt am Main 1968.
- Christian Reuter: Schelmuffskys warhafftige curiöse und sehr gefährliche Reisebeschreibung zu Wasser und zu Lande. 1. Auflage. Dieterich, Leipzig 1972.
- Walter Plata (Hrsg.): Johann Sebastian Bach zum Geburtstag – Eine typographische Kantate. Bund für deutsche Schrift und Sprache, 1985. (Zitat: „In diesem Buch sind die Buchstaben[,] was sie ursprünglich waren: zuerst Kultur- dann Laut-Zeichen. Ihre charaktervolle Schönheit verleiht Wörtern die Oualität von Bildern.“)[16]
- Wolfgang Hendlmeier (Hrsg.): Kunstwerke der Schrift. Gedichte im Kleide schöner Druckschriften aus sechs Jahrhunderten. Bund für deutsche Schrift und Sprache, Hannover 1994, ISBN 3-930540-09-6.
- Bess Brenck-Kalischer: Die Mühle. Eine Kosmee. Roman, Edition Sirene, 1995, ISBN 3-924095-63-9.
- Heinrich von Kleist: Der zerbrochne Krug. Als kalligraphische Handschrift von Ruth Harnisch. Verlag Bund für deutsche Schrift und Sprache, Hannover 1996, ISBN 3-930540-16-9.
- O. T., Tina Sander: Der Seele Triumph über den Geist (Gedichte, Teil 1 [O. T.] in Fraktur, Teil 2 [Tina Sander] in Antiqua). gawl-Verlag, Bochum 1998, ISBN 3-931333-03-5.
- Ernest Potuczek-Lindenthal: Bauernregeln – Scherenschnitte. Hanseatische Verlagsanstalt, Bremen 1999, ISBN 3-8179-0028-7.
- Menge-Güthling: Großwörterbuch Latein. Teil II: Deutsch-Latein. Von Otto Güthling. 18. Auflage. Langenscheidt, Berlin / München / Wien / Zürich / New York 2002.
- Wolfgang Hendlmeier (Hrsg.): Hausbuch deutscher Dichtung – in Fraktur gesetzt. Bund für deutsche Schrift und Sprache, 2008, ISBN 978-3-930540-25-9.